# 格哷森札札赉尔
格哷森札札赉尔（1513年—1549年），又作格勒三札、格哷森札台吉、格列山只台吉等，成吉思汗的十二世孙，16世纪蒙古大汗达延汗的第十一子。喀尔喀蒙古四部的祖先。

## 生平
达延汗将年长诸子分封到漠南蒙古，格哷森札札赉尔管辖七鄂托克喀尔喀，在哈拉哈河以西。格哷森札札赉尔与其后代攻打瓦剌，开拓漠北蒙古，又称喀尔喀蒙古。格哷森札札赉尔的七子，分掌喀尔喀左、右翼。左翼牧图拉河界，右翼仍留居杭爱山。其长子阿什海达尔汉珲台吉（札萨克图汗部的祖先）、次子诺颜泰哈坦巴图尔、第四子德勒登昆都伦、第七子鄂特欢诺颜同掌右翼。第三子诺诺和（土谢图汗部、赛音诺颜部的祖先）及第五子阿敏都喇勒（车臣汗部的祖先）掌左翼。

## 子孙
- 阿什海
  - 巴延达喇
    - 赉瑚尔
      - 素巴第
        - 弼什哷图汗
          - 旺舒克
          - 成衮
            - 沙喇
            - 策妄扎布

  - 图们达拉岱青
    - 硕垒乌巴什
      - 俄木布額爾德尼
        - 额磷沁罗卜藏
- 诺颜泰哈坦巴图尔
  - 土伯特哈坦巴图尔
    - 崆奎
      - 济农陀音
        - 萨玛第
          - 朋素克喇布坦
            - 格哷克延丕勒
- 诺诺和
  - 阿巴岱
    - 额列克
      - 衮布
        - 察珲多尔济
        - 第一世哲布尊丹巴呼图克图

  - 图蒙肯
    - 丹津喇嘛
      - 塔斯希布
        - 善巴

    - 丹津
      - 纳木扎勒
        - 策棱

  - 巴赖和硕齐诺颜
    - 绰克图台吉
- 德勒登昆都伦
- 阿敏都喇勒
  - 谟啰贝玛
    - 硕垒
- 塔尔尼台吉
- 鄂特欢诺颜